# Microterys bangalorensis
Microterys bangalorensis is een vliesvleugelig insect uit de familie Encyrtidae. De wetenschappelijke naam is voor het eerst geldig gepubliceerd in 1984 door Shafee & Fatma.